# Fernando Sorrentino
Fernando Sorrentino (* 8. November 1942 in Buenos Aires) ist ein argentinischer Schriftsteller und Literaturdozent.

## Leben
Fernando Sorrentino verbrachte seine Kindheit in Buenos Aires im Viertel Palermo Viejo, von dem besonders die Calle Costa Rica später zur Folie für seine Literatur wurde. Er absolvierte ein Lehramtsstudium in Spanisch, Literatur und Latein an der Pädagogischen Hochschule Escuela de Profesores Nº 2 „Mariano Acosta“, das er 1968 abschloss. Im selben Jahr erhielt er ein Stipendium des Nationalfonds für die Künste. Er arbeitete als Lehrer für Sprache und Literatur an verschiedenen Gymnasien und als Dozent der Literaturwerkstatt an der Höheren Handelsschule „Carlos Pellegrini“ der Universität Buenos Aires.
Durch Interviews mit seinen Landsmännern Jorge Luis Borges und Adolfo Bioy Casares hat er sich in der literarischen Welt einen Namen gemacht, gilt aber als Kenner nicht nur der Literatur seines Heimatlandes. 1993 wurde er an elf US-amerikanische Universitäten eingeladen, in denen er zwei Monate lang Vorlesungen zur argentinischen Literatur hielt.
Neben belletristischen Werken und Beiträgen für Kulturmagazine publizierte er Aufsätze zu spanischen und argentinischen Klassikern, wie Don Juan Manuel, Arcipreste de Hita, Juan Ruiz de Alarcón, Mariano José de Larra und José Hernández und gab mehrere Anthologien mit Erzählungen argentinischer Autoren heraus.
Sorrentino arbeitete für den literarischen Teil der Zeitungen La Nación, Clarín, La Opinión, La Prensa sowie Letras de Buenos Aires und Proa. Er war Mitherausgeber des Literaturmagazins Lucanor.
Er gilt selbst als einer der bedeutendsten zeitgenössischen argentinischen Schriftsteller. Seine oft ins Groteske spielenden Erzählungen sind charakterisiert durch eine Mischung aus Erfindungsreichtum und schalkhaftem Humor, zeigen aber bei aller Heiterkeit meist einen tiefen Ernst. Neben mehr als 100 Erzählungen, die in über einem Dutzend Sammlungen erschienen sind, hat er etliche Kinderbücher sowie einen Roman und eine Novelle veröffentlicht. Für seine literarische Arbeit wurde er mit zahlreichen Ehrungen bedacht. Viele seiner Texte wurden ins Englische, Deutsche, Französische, Italienische, Portugiesische und in weitere Sprachen übersetzt.
Fernando Sorrentino ist Mitglied der North American Academy of the Spanish Language. Er lebt in Martínez in der Nähe von Buenos Aires.

## Werke (Auswahl)

### Sammlungen
- La regresión zoológica. Editores Dos, Buenos Aires 1969.
- Imperios y servidumbres. Seix Barral, Barcelona 1972; Neuauflage: Torres Agüero, Buenos Aires 1992.
- El mejor de los mundos posibles. Plus Ultra, Buenos Aires 1976.
- En defensa propia. de Belgrano, Buenos Aires 1982.
- El rigor de las desdichas. Ediciones del Dock, Buenos Aires 1994.
- La Corrección de los Corderos, y otros cuentos improbables. Abismo, Buenos Aires 2002.
- Existe un hombre que tiene la costumbre de pegarme con un paraguas en la cabeza. Ediciones Carena, Barcelona 2005.
- El regreso. Y otros cuentos inquietantes. Estrada, Buenos Aires 2005.
- En defensa propia/El rigor de las desdichas. Los Cuadernos de Odiseo, Buenos Aires 2005.
- Biblioteca Mínima de Opinión. Editora Opinión, Santa Cruz de la Sierra 2007.
- Costumbres del alcaucil. Editorial Sudamericana, Buenos Aires 2008.
- El crimen de san Alberto. Editorial Losada, Buenos Aires 2008.
- El centro de la telaraña, y otros cuentos de crimen y misterio. Editorial Longseller, Buenos Aires 2008, Neuauflage 2014.
- Paraguas, supersticiones y cocodrilos. Verídicas historias improbables. Instituto Literario de Veracruz, El Rinoceronte de Beatriz, Veracruz/México 2013.
- Los reyes de la fiesta, y otros cuentos con cierto humor. Apache Libros, Madrid 2015.
- Para defenderse de los escorpiones, y otros cuentos insólitos, Apache Libros, Madrid 2018.

### Roman/Novelle
- Sanitarios centenarios. Plus Ultra, Buenos Aires 1979; stark überarbeitete Neuausgabe: Sudamericana, Buenos Aires 2000; Neuauflage: Carena, Barcelona 2008.
- Crónica costumbrista. Pluma Alta, Buenos Aires 1992; Neuausgabe unter dem Titel Costumbres de los muertos. Colihue, Buenos Aires 1996.